# Innoryżak
Innoryżak (Euryoryzomys) – rodzaj ssaków z podrodziny bawełniaków (Sigmodontinae) w obrębie rodziny chomikowatych (Cricetidae).

## Zasięg występowania
Rodzaj obejmuje gatunki występujące w Ameryce Południowej.

## Morfologia
Długość ciała (bez ogona) 98–179 mm, długość ogona 99–181 mm, długość ucha 18,5–25 mm, długość tylnej stopy 28,5–40 mm; masa ciała 20–100 g.

## Systematyka
Rodzaj zdefiniował w 2006 roku brazylijsko-amerykański zespół teriologów (Brazylijczycy Marcelo Weksler, Alexandre Reis Percequillo oraz Amerykanin Robert S. Voss) w artykule poświęconym opisowi dziesięciu nowych rodzajów ryżniakopodobnych gryzoni opublikowanym w czasopiśmie American Museum novitates. Gatunkiem typowym jest (oryginalne oznaczenie) innoryżak amazoński (E. macconnelli). 

### Etymologia
Euryoryzomys: gr. ευρυς eurus ‘szeroki’; rodzaj Oryzomys S.F. Baird, 1857 (ryżniak).

### Podział systematyczny
Takson wyodrębniony na podstawie badań filogenetycznych z Oryzomys. Do rodzaju należą następujące gatunki:
| Grafika | Gatunek                  | Autor i rok opisu                                 | Nazwa zwyczajowa    | Podgatunki         | Rozmieszczenie geograficzne | Podstawowe wymiary                                | Status IUCN |
| ------- | ------------------------ | ------------------------------------------------- | ------------------- | ------------------ | --- | ------------------------------------------------- | ----------- |
|         | Euryoryzomys macconnelli | (O. Thomas, 1910)                                 | innoryżak amazoński | gatunek monotypowy | głównie na Nizinie Amazonki (południowa Kolumbia, południowa Wenezuela, region Gujana, wschodni Ekwador, wschodnie Peru i północna Brazylia); zakres wysokości: 0–1500 m n.p.m.   | DC: 13–16,6 cm DO: 12,4–17,5 cm MC: brak danych   | LC          |
|         | Euryoryzomys emmonsae    | (Musser, Carleton, Brothers & A.L. Gardner, 1998) | innoryżak gąszczowy | gatunek monotypowy | endemit Brazylii (pomiędzy rzeką Xingu i rzeką Tocantins (Pará i Mato Grosso) | DC: 12,8–14,2 cm DO: 14,4–16 cm MC: brak danych   | DD          |
|         | Euryoryzomys legatus     | (O. Thomas, 1925)                                 | innoryżak zmyślny   | gatunek monotypowy | południowo-środkowa Boliwia (Chuquisaca, Santa Cruz i Tarija) i północno-zachodnia Argentyna (Jujuy i Salta)                                                                      | DC: 12,3–15,5 cm DO: 13,4–16,2 cm MC: brak danych | LC          |
|         | Euryoryzomys russatus    | (J.A. Wagner, 1848)                               | innoryżak rdzawy    | gatunek monotypowy | wschodnia i południowa Brazylia (od Ceará na południe do północnego Rio Grande do Sul), wschodni Paragwaj i północno-wschodnia Argentyna (Misiones)                               | DC: 9,8–17,9 cm DO: 9,9–18,1 cm MC: 20–100 g      | LC          |
|         | Euryoryzomys lamia       | (O. Thomas, 1901)                                 | innoryżak paskudny  | gatunek monotypowy | endemit Brazylii (Goiás i zachodnie Minas Gerais) | DC: 14,1–16,1 cm DO: 13,1–16 cm MC: brak danych   | VU          |
|         | Euryoryzomys nitidus     | (O. Thomas, 1884)                                 | innoryżak wytworny  | gatunek monotypowy | południowo-zachodnia Nizina Amazonki (wschodnia i południowo-wschodnie Peru, południowo-zachodnia Brazylia oraz północna i wschodnia Boliwia); zakres wysokości: 50–2000 m n.p.m. | DC: 10,8–16,3 cm DO: 11,3–16 cm MC: brak danych   | LC          |
|         | Euryoryzomys cerqueirai  | Percequillo & Weksler, 2023                       |                     | gatunek monotypowy | endemit północno-wschodniej Brazylii (Ceará i być może Paraíba); zakres wysokości: do 1050 m n.p.m.                                                                               | DC: 10,5–15,2 cm DO: 13–17 cm MC: 42–100 g        | NE          |

Kategorie IUCN:  LC  – gatunek najmniejszej troski,  VU  – gatunek narażony,  DD  – gatunki o nieokreślonym stopniu zagrożenia;  NE  – gatunki niepoddane jeszcze ocenie.